# Héctor Schenone

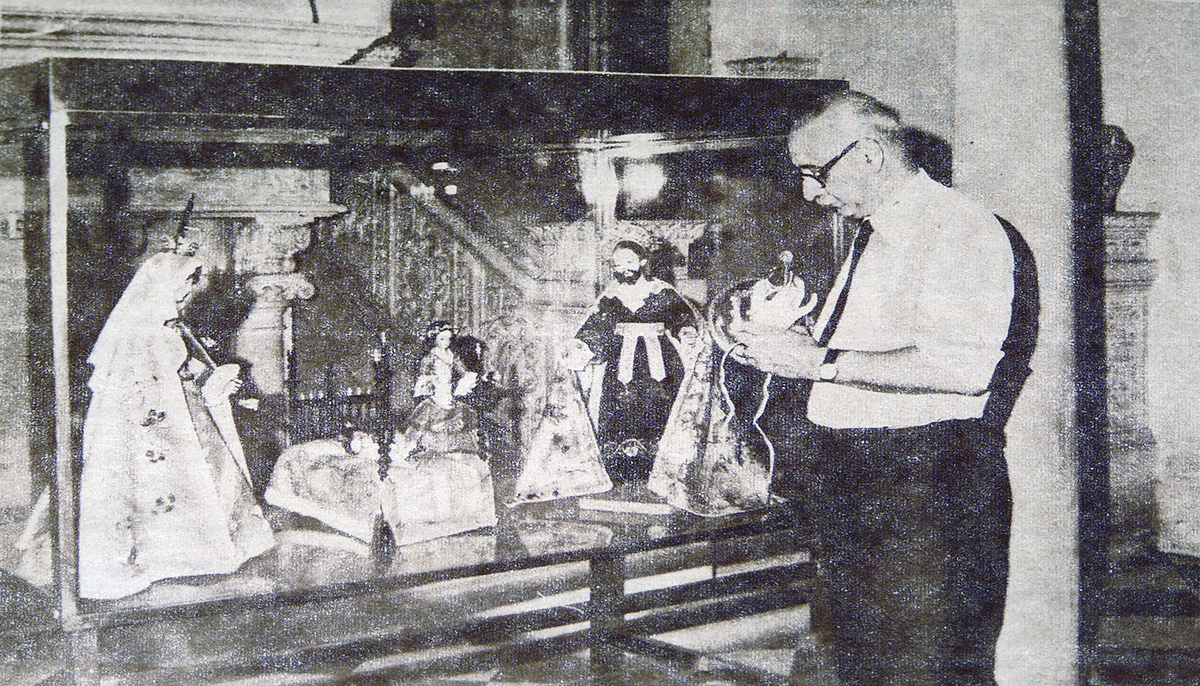
Enero, 1971. El Profesor Héctor Schenone durante el montaje de una exhibición en el Palacio Noel. Fue director del Museo Fernández Blanco entre los años 1966 y 1976.

Héctor Herminio Schenone (Buenos Aires, 1 de enero de 1919 - Buenos Aires, 1 de junio de 2014) fue un destacado historiador del arte, académico, museólogo y profesor argentino, especializado en arte colonial hispanoamericano. Es considerado una de las figuras más influyentes en la historiografía artística argentina del siglo XX, habiendo formado a varias generaciones de historiadores del arte.

## Biografía

### Formación inicial
En 1944, se recibió de Profesor Nacional de dibujo y pintura en la Escuela Prilidiano Pueyrredón, donde fue discípulo de Pio Collivadino y Lino Spilimbergo. Dos años más tarde, en 1946, se graduó como Profesor de Historia en la Facultad de Filosofía y Letras, donde entabló una amistad duradera con Adolfo Ribera. Su carrera académica comenzó tempranamente con la publicación de su primer artículo sobre la obra del pintor Miguel Aucell en el diario La Prensa en 1941.

### Formación internacional
En 1947, ganó una beca para estudiar en Sevilla y viajó por España, llevando como guía de su periplo el Viaje escrito por Antonio Ponz a fines del siglo XVIII. Este viaje de formación fue fundamental para su posterior especialización en arte iberoamericano colonial.

## Trayectoria académica y profesional

### Obra pionera en imaginería
En 1948, escribió y publicó en co-autoría con Adolfo Ribera "El Arte de la Imaginería en el Río de la Plata", obra que estableció su reputación como estudioso de primer nivel. Esta publicación se convirtió en un referente fundamental para el estudio del arte religioso en la región rioplatense y marcó el inicio de sus contribuciones sistemáticas al campo de la historia del arte colonial.

### Labor docente
Fue profesor en la Facultad de Arquitectura y Urbanismo, donde publicó más de una decena de artículos en sus Anales, y trabajó en el Instituto de Investigaciones Estéticas junto a Mario Buschiazzo, Ramón Gutiérrez, José María Peña y José Xavier Martini. Entre 1957 y 1963, participó en la organización de la carrera de Historia de las Artes en la Universidad de Buenos Aires, junto a figuras como Julio Payró y Ernesto Epstein.
Su influencia como docente fue extraordinaria, siendo reconocido como un "maestro de maestros". Su metodología pedagógica era rigurosa y efectiva: enseñaba a sus estudiantes a distinguir los elementos estrictamente artísticos de las obras, desarrollando en ellos un criterio estético depurado que los inmunizaba contra la falsa monumentalidad y les permitía apreciar las corrientes artísticas más auténticas.

### Dirección del Museo Fernández Blanco
En 1967 fue nombrado director del Museo Fernández Blanco, cargo que ocupó hasta 1975. Durante su gestión, transformó radicalmente la institución, enriqueciendo la colección con orfebrería, tallas y pinturas virreinales que definieron el campo de interés sobre el mundo colonial y su producción artística. Llevó a cabo una renovación profunda del ordenamiento, la clasificación y el contenido de las colecciones, instaurando por primera vez una política de compras criteriosa e impulsando una reforma museográfica que cambió completamente la manera de presentar la colección
Su labor museográfica fue revolucionaria para la época, torciendo el destino historicista de la institución hacia una visión decididamente estética y transformándola en un verdadero museo de arte hispanoamericano.

## Obra científica y contribuciones

### Investigaciones sobre patrimonio artístico
Dirigió el relevamiento del patrimonio artístico nacional, inicialmente concebido junto a Adolfo Ribera en el marco de la Academia Nacional de Bellas Artes. Tras la muerte prematura de Ribera en 1990, Schenone continuó solo esta labor que se llevó a cabo en las provincias de Corrientes, Jujuy, Salta y parte de Córdoba. Esta investigación fructificó en una admirable serie de libros catálogo que documentaron exhaustivamente el patrimonio artístico del país.

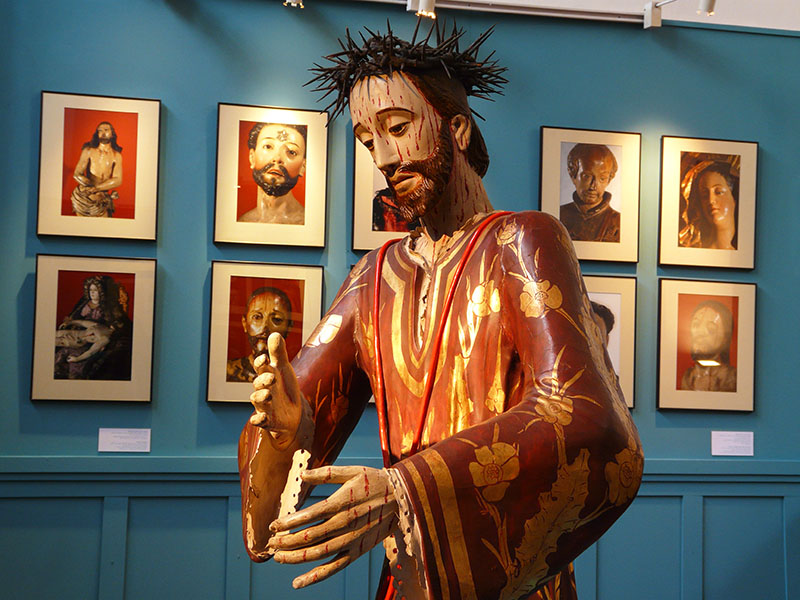
Montaje en ocasión de la exhibición "Héctor Schenone, elecciones y selecciones de un maestro" (2009)

### Obra iconográfica monumental
Su contribución más significativa fue la monumental obra sobre iconografía colonial, compuesta por cuatro tomos que abarcan la totalidad de la vida de los santos, la vida de Cristo y la existencia de María. En esta obra, Schenone demostró sistemáticamente la vigencia de una práctica de derivación iconográfica en los talleres de arte de la América colonial que, a partir de grabados europeos, se convertían total o parcialmente en pintura y relieve, o bien se fragmentaban y recomponían al modo del patchwork

### El Taller TAREA
Fue iniciativa suya la creación del taller TAREA junto a Ribera, Basilio Uribe y los directores de la Fundación Antorchas. Este taller se dedicó inicialmente a la restauración del arte colonial en las iglesias y pequeños museos del norte del país, desarrollando un proyecto científico que incorporó la química a los procesos de restauración. Schenone promovió así la creación de una base de datos única en el mundo sobre las técnicas de la pintura hispanoamericana. El actual Instituto de Investigaciones sobre el Patrimonio Cultural de la Universidad de San Martín "TAREA" es el descendiente directo de aquel proyecto inicial.

## Teorías y metodología

### Evolución de sus ideas sobre arte colonial
Schenone revisó constantemente las teorías sobre los caracteres generales del arte colonial, buscando desarrollar una comprensión integral del fenómeno artístico hispanoamericano. Sus ideas evolucionaron desde conceptos iniciales basados en las teorías de Arnold Hauser sobre "arte del pueblo" hasta desarrollar enfoques más sofisticados utilizando los conceptos de centro-periferia de Castelnuovo y Ginzburg.
En sus últimos trabajos, desarrolló una teoría original sobre la pintura colonial sudamericana. Como explicaba en un texto póstumo: "Los europeos partían de los armazones anatómicos y proporcionales de las figuras humanas para vestirlas luego y dotarlas de movimientos y expresiones... mientras los sudamericanos se esforzaban por replicar los detalles de una superficie a otra". Esta distinción metodológica le permitió explicar las características específicas del arte colonial americano sin establecer jerarquías de valor estético.

## Reconocimientos y membresías
Schenone fue académico de la Academia Nacional de la Historia y de la de Bellas Artes de la Argentina, y miembro correspondiente de las academias de historia de España, Bolivia, Perú, Paraguay, Guatemala, Puerto Rico, Venezuela y Brasil. Sus investigaciones sobre el patrimonio artístico del arte americano de los siglos XVI a XVIII lograron aportes originales en cuanto a la temprana circulación de grabados e imágenes religiosas, diferenciaron rasgos de la iconografía americana y trazaron un amplio mapeo de las representaciones del culto mariano.

## Legado
Héctor Schenone fue reconocido como uno de los grandes profesores e historiadores del arte en la Argentina, siendo una figura de renombre internacional cuya enseñanza influyó en la carrera y en la vida de muchas personas. Su capacidad para transmitir conocimientos especializados y formar criterio estético en varias generaciones de investigadores en historia del arte lo convirtió en un referente indiscutido de la disciplina.
Falleció el 1 de junio de 2014 a los 95 años, dejando un legado intelectual que perdura en sus discípulos y en sus obras fundamentales para la comprensión del arte hispanoamericano colonial. Es considerado posiblemente el más grande maestro de la historiografía artística argentina, habiendo enseñado, orientado, formado y alentado a por lo menos tres generaciones de historiadores del arte.